# Villamalea
Villamalea er en by og kommune i det sydøstlige Spanien i provinsen Albacete. Den har et indbyggertal på 3.973 (2024) indbyggere.